# Дарре-Шур (Марказі)
Дарре-Шур (перс. دره شور) — село в Ірані, у дегестані Хоррам-Дашт, у бахші Камаре, шагрестані Хомейн остану Марказі. За даними перепису 2006 року, його населення становило 58 осіб, що проживали у складі 18 сімей.

## Клімат
Середня річна температура становить 11,88 °C, середня максимальна – 30,85 °C, а середня мінімальна – -10,78 °C. Середня річна кількість опадів – 223 мм.
| Клімат поселення                              | Клімат поселення | Клімат поселення | Клімат поселення | Клімат поселення | Клімат поселення | Клімат поселення | Клімат поселення | Клімат поселення | Клімат поселення | Клімат поселення | Клімат поселення | Клімат поселення | Клімат поселення |
| Показник                                      | Січ.             | Лют.             | Бер.             | Квіт.            | Трав.            | Черв.            | Лип.             | Серп.            | Вер.             | Жовт.            | Лист.            | Груд.            |                  |
| Середній максимум, °C                         | 7,78             | 9,61             | 13,64            | 19,47            | 24,47            | 30,70            | 30,85            | 30,11            | 26,16            | 19,96            | 12,92            | 7,74             |                  |
| Середня температура, °C                       | −1,5             | 0,34             | 4,37             | 10,21            | 15,18            | 21,43            | 24,99            | 24,24            | 20,30            | 14,10            | 7,04             | 1,88             |                  |
| Середній мінімум, °C                          | −10,78           | −8,94            | −4,91            | 0,92             | 5,92             | 12,15            | 19,13            | 18,38            | 14,44            | 8,24             | 1,18             | −3,98            |                  |
| Норма опадів, мм                              | 35               | 35               | 41               | 28               | 20               | 2                | 2                | 1                | 0                | 7                | 22               | 30               |                  |
| Середньомісячна швидкість вітру, м/с          | 1.22             | 1.92             | 2.55             | 2.72             | 2.58             | 2.44             | 2.28             | 2.16             | 2.08             | 1.97             | 1.85             | 1.26             |                  |
| Середньомісячна сонячна радіація, кДж/м²·день | 9737             | 12998            | 15475            | 18706            | 22563            | 26947            | 25845            | 24354            | 21504            | 16104            | 11330            | 9338             |                  |
| --------------------------------------------- | ---------------- | ---------------- | ---------------- | ---------------- | ---------------- | ---------------- | ---------------- | ---------------- | ---------------- | ---------------- | ---------------- | ---------------- | ---------------- |
| Джерело:                                      |                  |                  |                  |                  |                  |                  |                  |                  |                  |                  |                  |                  |                  |